# Bodres
Bòdres (in sloveno Bodrež) è un paese della Slovenia, frazione del comune di Canale d'Isonzo.
La località, che si trova a 1,5 km a nord del capoluogo comunale, è situata lungo le sponde del medio corso dell'Isonzo, è nota storicamente per essere stata teatro di aspri scontri fra italiani ed austriaci durante la prima guerra mondiale ed è costituita anche dall'agglomerato di Loga.

## Storia
Dopo la caduta dell'Impero romano d'Occidente, e la parentesi del Regno ostrogoto, i Longobardi si insediarono nel suo territorio, seguiti poi attorno al VI secolo da popolazioni slave. Fu così che tutto il suo territorio entrò a far parte del Ducato del Friuli. Alla caduta del Regno longobardo subentrarono quindi i Franchi; in seguito al Trattato di Verdun, nell'843, entrò a far parte del Regnum Italiae e poi, nel 951, della Marca di Verona e Aquileia; dopo un'iniziale sottomissione al Ducato di Baviera dal 952, nel 976 passò al Ducato di Carinzia appena costituito dall'imperatore Ottone II.
Nel 1077 passò al Principato ecclesiastico di Aquileia e poi ai Conti di Gorizia, in quanto "advocati" del patriarca; il suo territorio passando nel 1500 alla Casa d’Asburgo, entrò quindi nella Contea di Gorizia e Gradisca.
Col trattato di Schönbrunn (1809), che delimitava il nuovo confine col Regno d’Italia napoleonico lungo il corso del fiume Isonzo dalla sorgente allo sbocco in mare, passò, per un breve periodo fino al 1814, nelle Province illiriche.
Col Congresso di Vienna nel 1815 rientrò in mano austriaca nel Regno d'Illiria come comune catastale autonomo; nel 1849 passò in seguito sotto il profilo amministrativo al Litorale austriaco, venendo successivamente inquadrato come frazione del comune di Canale.
Durante la prima guerra mondiale fu teatro della Decima battaglia dell'Isonzo e dell'Undicesima battaglia dell'Isonzo.
Dopo la prima guerra mondiale fu frazione del comune di Canale d'Isonzo della Provincia del Friuli per poi passare, nel 1927, alla ricostituita Provincia di Gorizia nel medesimo comune.
Fu soggetta alla Zona d'operazioni del Litorale adriatico (OZAK) tra il settembre 1943 e il 1945 e tra il 1945 e il 1947, trovandosi a ovest della Linea Morgan, fece parte della Zona A della Venezia Giulia sotto il controllo Britannico-Americano del Governo Militare Alleato (AMG); passò poi alla Jugoslavia e quindi alla Slovenia.

## Geografia fisica

### Corsi d'acqua
Fiume Isonzo (Soča).

### Alture principali
Avški Kuk, m 675.